# تزاسیتابین
تزاسیتابین (به انگلیسی: Tezacitabine) یک ترکیب شیمیایی با شناسه پاب‌کم ۶۴۳۵۸۰۸ است. که جرم مولی آن ۲۵۷٫۲۲ g/mol می‌باشد. 